# Karol Olszewski
Karol Stanisław Olszewski, född 29 januari 1846 i Broniszów, Galizien, död 24 mars 1915 i Kraków, var en polsk fysiker och kemist. 
Olszewski studerade 1866–1872 i Kraków och Heidelberg, där han 1872 blev filosofie doktor. Han blev 1876 extra ordinarie professor och 1891 ordinarie professor i kemi vid Jagellonska universitetet i Kraków. Han var redan från början Zygmunt Wróblewskis medarbetare vid dennes 1883 grundlagda laboratorium för gasers kondensering och beskrev 1884 tillsammans med denne försök att bringa syre, kväve och kolmonoxid till flytande form. 
Efter Wróblewskis frånfälle (1888) fortsatte Olszewski dessa arbeten och författade därom många verk, till större delen publicerade i Krakówakademiens "Bulletin", i Parisakademiens "Comptes rendus de l'Académie des sciences", i "Philosophical Magazine" och i Gustav Heinrich Wiedemanns "Annalen der Physik und Chemie". De viktigaste är Überführung des Argons in den flüssigen und festen Zustand (i "Zeitschrift für physikalische Chemie", 16, 1895), Liquefaction of Gases (i "Philosophical Magazine", 39, samma år) och Die Verflüssigung der Gase. Eine historische Skizze (i "Akademischer Anzeiger der Akademie der Wissenschaften", Kraków, 1908), i vilken han framhöll de arbeten, som utförts i Kraków på hans område.